# ارگ تون
ارگ تون، ارگی تاریخی است در شهر تون که ساخت آن را به عمرو لیث صفاری نسبت می‌دهند.در دوره صفویه و در زمان پادشاهی شاه تهماسب اول این ارگ مرمت گردیده است. بخش بزرگی از این ارگ در زلزله فردوس تخریب شده است.